# Gücünkaya, Aksaray
Gücünkaya là một xã thuộc huyện Aksaray, tỉnh Aksaray, Thổ Nhĩ Kỳ. Dân số thời điểm năm 2010 là 1.197 người.